# Malons-et-Elze
Malons-et-Elze là một xã trong tỉnh Gard thuộc vùng Occitanie, phía nam nước Pháp. Xã Malons-et-Elze nằm ở khu vực có độ cao trung bình 850 mét trên mực nước biển.
Sông Chassezac chảy qua thị trấn.